# آیوی لیگ

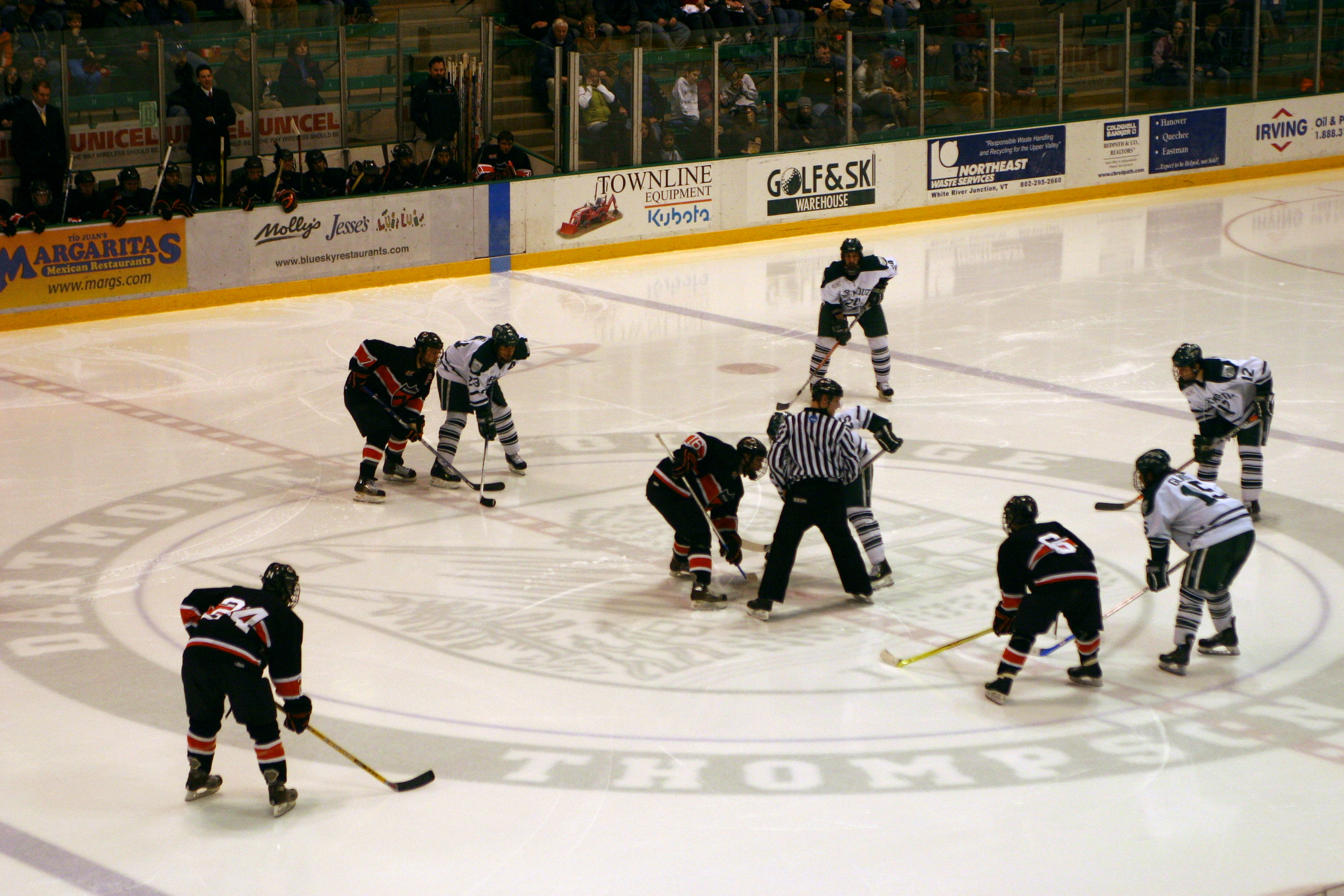
لیگ آیوی در بدو تأسیس صرفاً یک لیگ مسابقات ورزش هاکی بین چند دانشگاه نیوانگلند بود.

آیوی لیگ (به انگلیسی: Ivy League) یک مجموعه متشکل از معروف‌ترین گروه دانشگاه‌های خصوصی کشور آمریکا است. این گروه متشکل از ۸ دانشگاه پرآوازه خصوصی است. تمام این ۸ دانشگاه، در رتبه‌بندی‌های مختلف، سالانه در میان ده دانشگاه برتر آمریکا قرار می‌گیرند.گروه راسل رقیب اصلی این گروه است.‌
اعضای آیوی لیگ فقط منحصر به ناحیهٔ جغرافیایی شمال شرقی آمریکا است. علاوه بر این، در قیاس، لیگ مشابه دیگری نیز موجود است که متشکل از دانشگاه‌های دولتی بوده که لیگ آیوی عمومی نام دارد.

## نام‌گذاری آیوی
علت نامگذاری این دانشگاه‌ها ساختمان‌های بسیار قدیمی است که نمای آن‌ها با پیچک و پاپیتال پوشیده شده‌است که در انگلیسی به آن Ivy می‌گویند.

## دانشگاه‌های لیگ آیوی

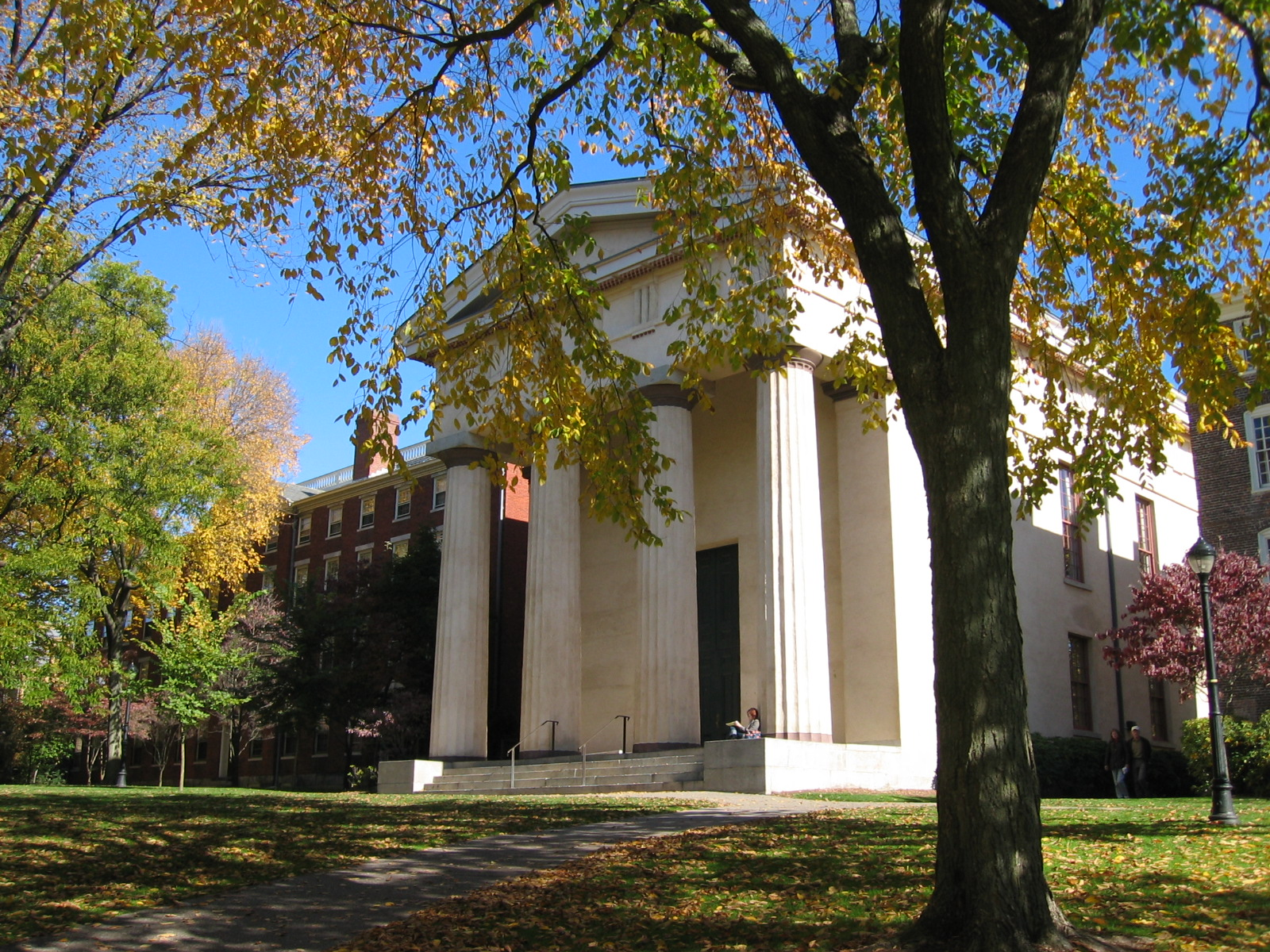
دانشگاه براون
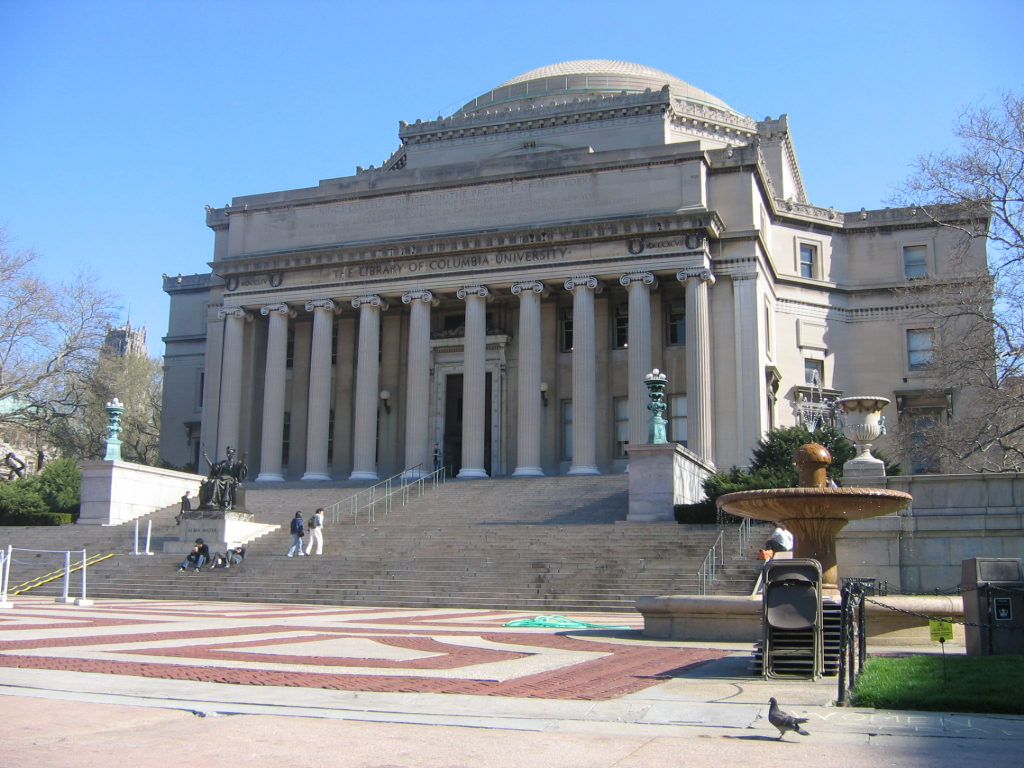
دانشگاه کلمبیا
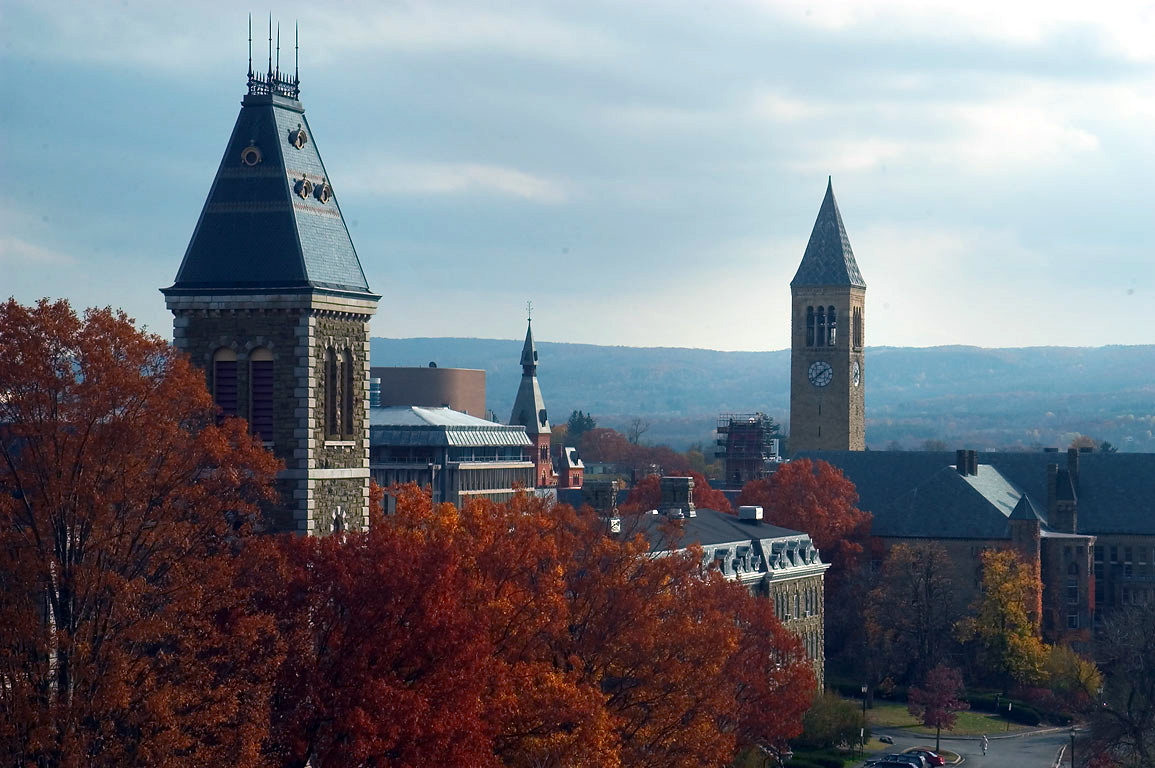
دانشگاه کرنل
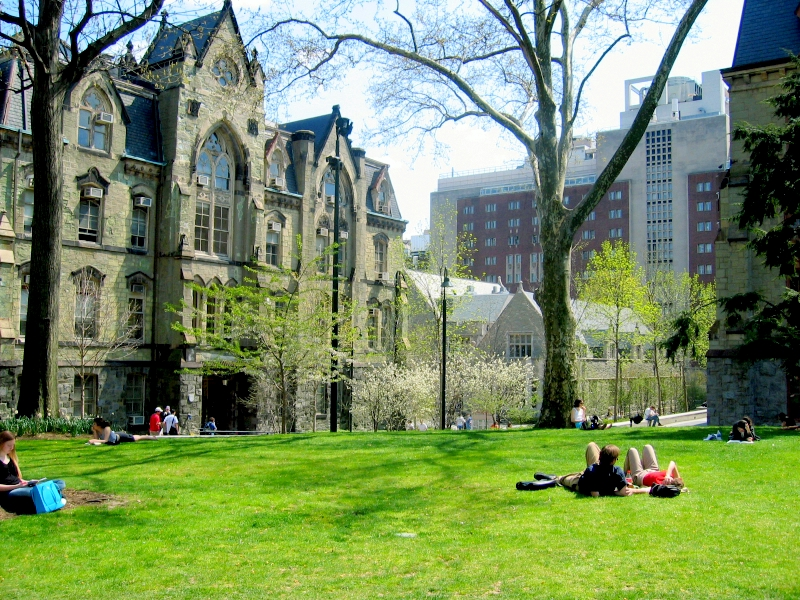
دانشگاه پنسیلوانیا
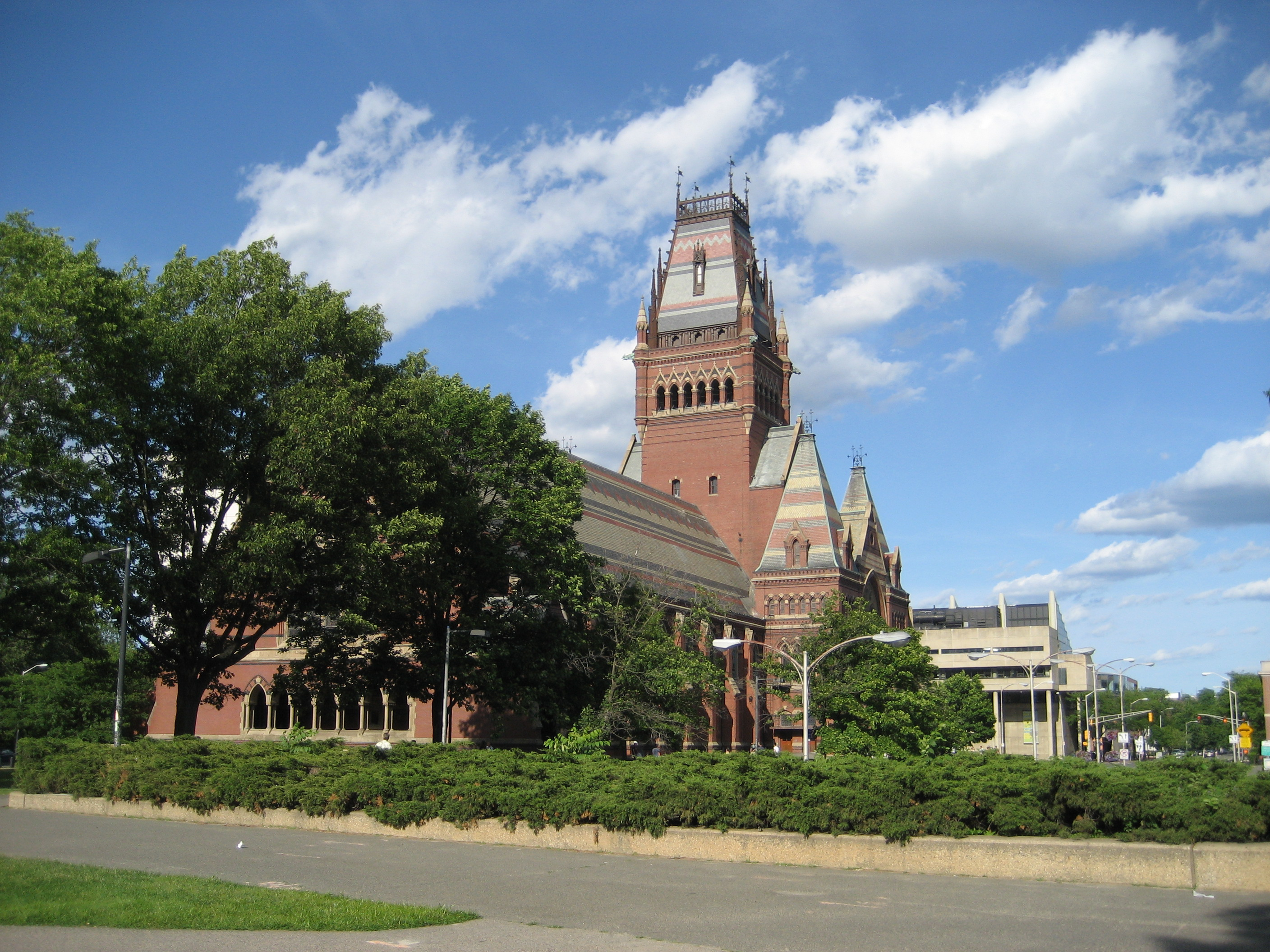
دانشگاه هاروارد
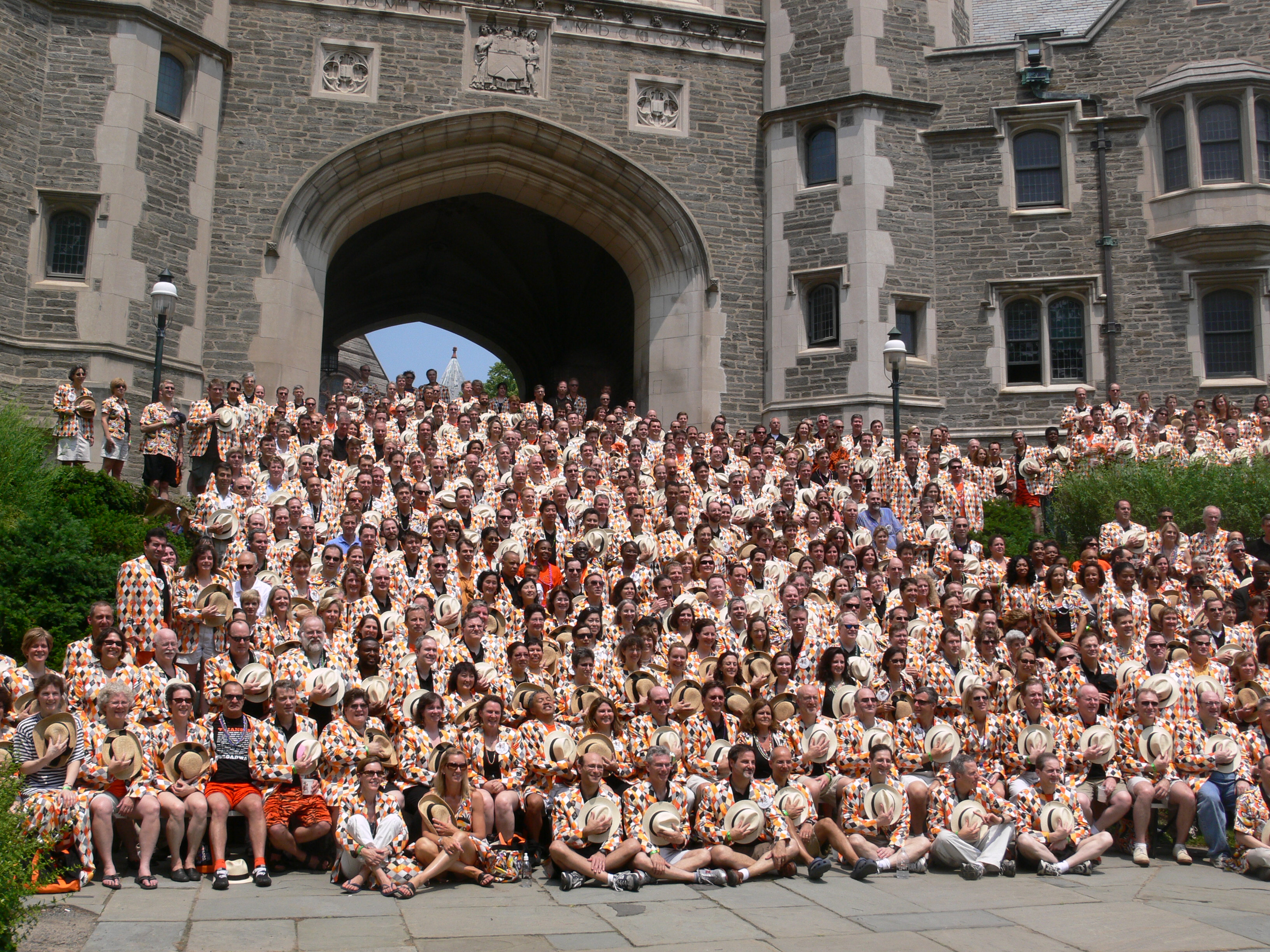
دانشگاه پرینستون
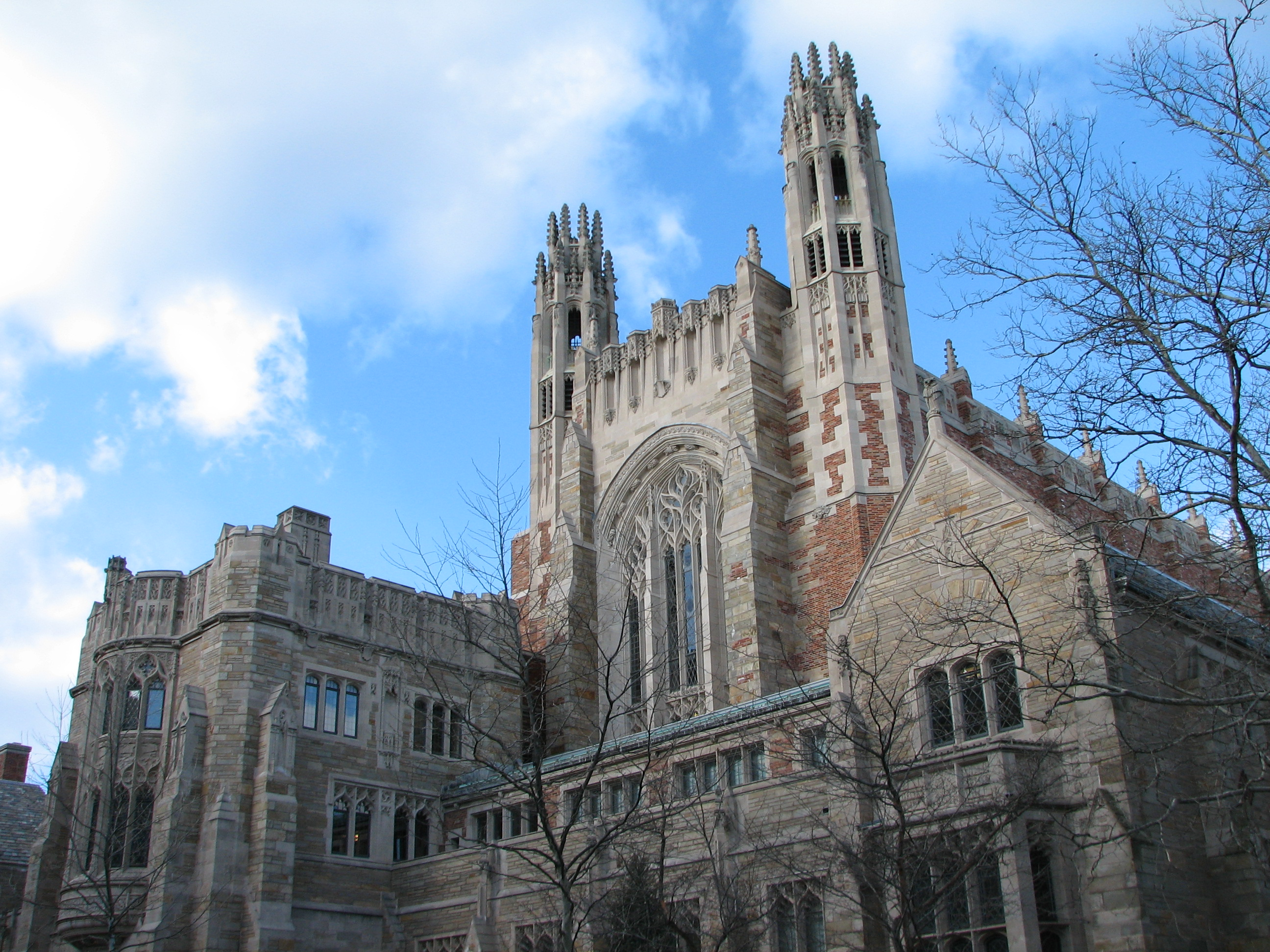
دانشگاه ییل
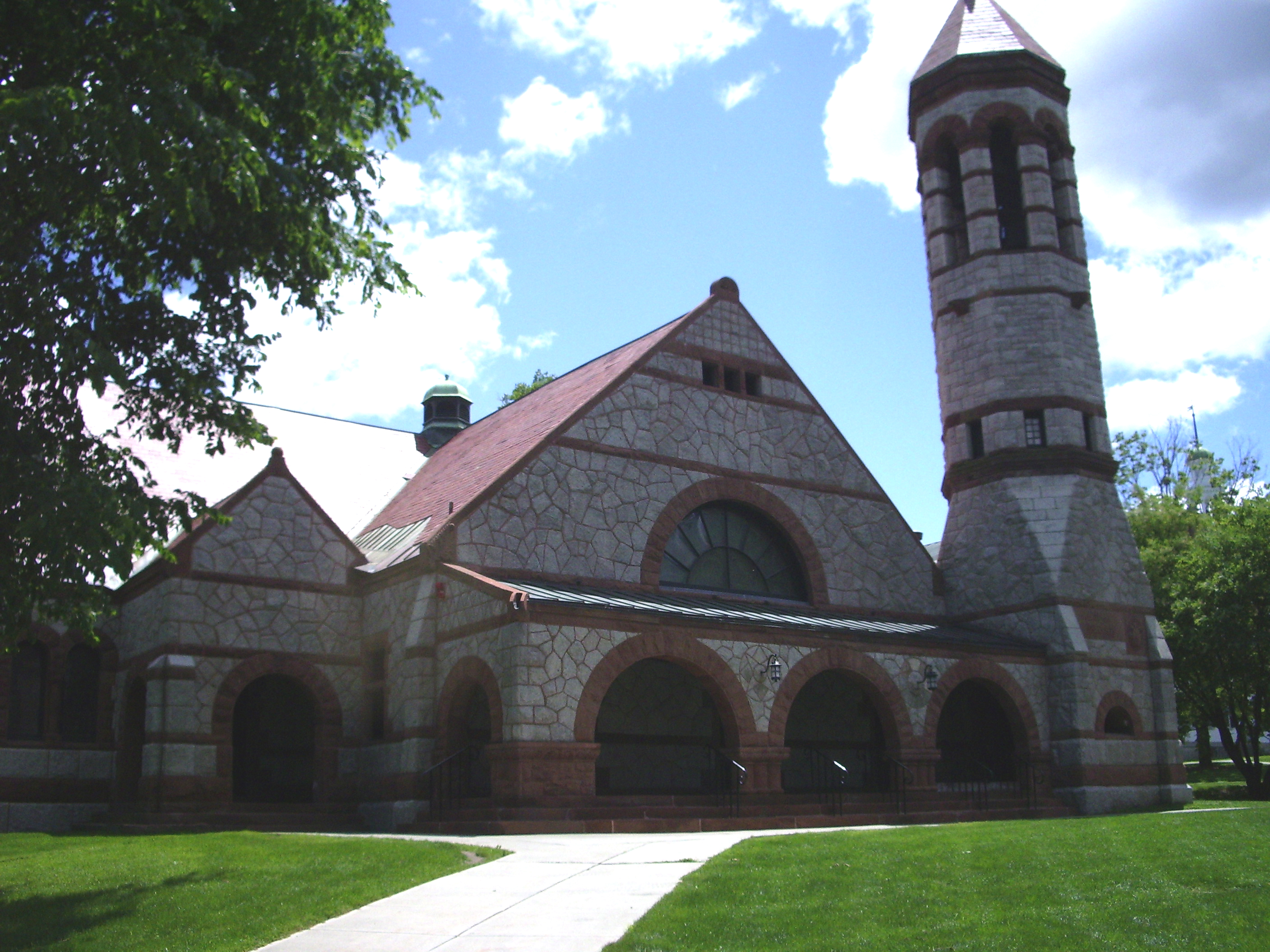
کالج دارتموث

## پیوند به خارج
- Ivy League بایگانی‌شده  در ۲۲ مارس ۲۰۱۰ توسط Wayback Machine
- What is the origin of the term Ivy League?